# Nanguanparken
Nanguanparken eller Nanguan Gongyuan (kinesiska: 南馆公园) är en park i Peking i Kina. Nanguanparken ligger innanför Andra ringvägen nordväst om Dongzhimen.
Nanguanparken ligger 54 meter över havet. Terrängen runt Nanguanparken är mycket platt, och sluttar österut. Runt Nanguan Gongyuan är det tätbefolkat, med 849 invånare per kvadratkilometer.